# Konrad Wimpina
Konrad Wimpina (Buchen, 1460 – Amorbach, 17 maggio 1531) è stato un umanista e teologo tedesco.

## Biografia
Konrad Koch, detto Wimpina dalla cittadina di origine della sua famiglia (Wimpfen), studiò arti liberali all'Università di Lipsia, dove ottenne i titoli di baccelliere (1481) e magister (1485); divenne membro della facoltà di filosofia, di cui fu anche rettore e decano. Seguace del tomismo, si dedicò allo studio della teologia e, conseguito il dottorato (1503), ottenne il suddiaconato e alcune prebende nei capitoli di Brandeburgo e Havelberg.
Il principe elettore Gioacchino I e suo fratello Alberto di Hohenzollern gli diedero l'incarico di fondare l'università di Francoforte sull'Oder (1505): ebbe tra i suoi allievi Johann Tetzel, che poi sostenne nella sua disputa con Lutero sulla questione delle indulgenze (fu autore delle 122 antitesi alle dottrine di Lutero che il domenicano fece proprie nel 1518). Fu consultore teologico dell'Elettore di Brandeburgo alla Dieta di Augusta del 1530.
Scrisse numerosi trattati e pamphlet contro la Riforma e i suoi simboli (la Confessione augustana del 1530).

## Opere
- Descriptio urbis Lipcensis ..., Lipsia 1486-89.
- Tractatus de erroribus philozophorum in fide Christiana Aristotelis, commentatoris Avicenne et Alkindi cum confutacionibus eorundem, Lipsia, 1493.
- Epitoma bellorum illustriumque actorum principis Alberti ducis Saxoniae, Lipsia, 1497.
- Oratio invocatoria in missa quodlibeti Lipsensis, Lipsia, 1497.
- Congestio textus nova proprietatum logicalium cum commentatione, Lipsia, 1498.
- Palillogia de Theologico fastigio Ex nobilitate obiecti eius Christi reparatoris et glorificatoris nostri sumpta. Jn qua tribus codicillis nobilitas Christi ostenditur Quo@r Primus de Christi parentela: natura et gratia Secundus de Christi virtute et sapientia. Tercius de eius priuilegij singularitate, Lipsia, 1501.
- Apologeticus in sacre theologie defensione[m] Aduersus eos qui nixi sunt eidem fontem, caput, et patrona[m] Poesim instituere ac p[ro] hoc nec sacra[m] Theosim: iure religionis nostre: monarcha[m] et architectonica[m] habitu[m] scientiali[m] agnoscere reuereriq[ue], Lipsia 1501.
- Apologeticus Jn sacre theologie defensione[m] Aduersus eos qui nixi sunt eidem fontem Caput et patronam Poesim instituere ..., Lipsia, 1501.
- Oratio habita ad Reverendissimum D. D. Raymundum Cardinalem Gurtzensem ... Legatum in presentia universitatis Studii et plebis Lips., Lipsia, 1503.
- Oratio gratulatoria pro Reverendissimo D. D. Melchiar. Episcopo Brixinensi, in eiusdem iam pridem suscepto Cardineo honore habita, Lipsia, 1503.
- De Ortu p[ro]gressu [et] fructu sacretheologie cu[m] co[n]sideraco[n]ibus, directionibus et cautelis in studio sacre theologie obseruandis Opusculu[m] ..., Lipsia, 1503.
- Responsio et Apologia Conradi Wimpine co[n]tra laconismu[m] cuiusdam medici p[ro] defensione Sacretheologie, Et veritatis fidei Ad Jllustrissimos Saxonie Principes ..., Lipsia, 1503.
- Oratio in recommendatio[n]e[m] sacre theologie, Lipsia, 1503.
- Oratio habita in Exceptione Reuerendissimi in Christo patris ... D. Raymundi Cardinalis Gurtzensis per Germaniam ... legati, Lipsia, 1503.
- Tractatus vtiles et admodum iucundi Jampridem a Magistro Conrado Winpine Buchensi ex diuersis editi. De nobilitate celestis corporis. De eo an animati possint Celi appellari. De nobilitate animarum Celi, Lipsia, 1503.
- Responsio et Apologia Conradi Wimpine co[n]tra laconismu[m] cuiusdam medici p[ro] defensione Sacretheologie, Et veritatis fidei Ad Jllustrissimos Saxonie Principes ..., Lipsia, 1503.
- Responsio et Apologia Co[n]radi Wimpi[n]e de Fagis ad Mellerstatinas offensiones et denigrato[n]es Sacretheologie, Lipsia, 1503.
- Epithoma, mire breviter, sed distincte satis amplectens, varia, et alioquin dispendiosa doctorum problemata, opinationes..., Francoforte, 1508.
- Oratio habita Berlinii in ede dive virginis Marie, dum illic sacris initiaretur Albertus Marchio Brandenb., Francoforte, 1513.
- Gegen die bekanntnus Martini Luthers auff den yetzigen angestellten Reychßtag zu Augspurg auffs neuwe eingelegt in Sibenzehe[n], Augspurg, 1530.